# Steve Dillon
Pour les articles homonymes, voir Dillon.
Steve Dillon est un dessinateur de comics britannique né le 22 mars 1962 à Londres et mort le 22 octobre 2016 à New York.

## Biographie
Steve Dillon est particulièrement connu pour sa collaboration avec Garth Ennis sur les séries Preacher et Hellblazer, publiées sous le label Vertigo, puis sur Punisher sous le label MAX comics de Marvel Comics.

## Récompenses
- 1997 :  Prix Haxtur de la meilleure histoire longue pour Preacher n°1-2 (avec Garth Ennis)
- 1998 :  Prix Haxtur de la meilleure histoire courte pour Hellblazer : Confession (avec Garth Ennis)
- 1999 : 
  - Prix Eisner de la meilleure série pour Preacher (avec Garth Ennis)
  -  Prix Haxtur du meilleur dessin pour Preacher : Les Enfants du sang
- 2000 :  Prix Micheluzzi de la meilleure série étrangère pour Preacher (avec Garth Ennis)
- 2001 :  Prix Micheluzzi de la meilleure série étrangère pour Hellblazer (avec Garth Ennis)

## Publications (non exhaustives)

### Travaux britanniques
- The Ogrons (dans Doctor Who Magazine n° 13-14, 1980)
- Abslom Daak (dans Doctor Who Magazine n° 17-20 & 27-29, 1980)
- The Cybermen (dans Doctor Who Magazine n° 23-24. 1980)
- Abelard Snazz (dans 2000 AD n° 189-190, 1980)
- Judge Dredd (dans 2000 AD n° 205, 1981)
- Mean Arena (dans 2000 AD n° 218-223, 1981)
- Ro-Busters (dans 1982 2000 AD Annual, 1981)
- Judge Dredd (dans 2000 AD n° 243-44, 1981)
- Laser Eraser and Pressbutton (dans Warrior n° 1-3 & 5-10, 1982-83)
- Marvelman (dans Warrior n° 4, 1982)
- Judge Dredd (dans 2000 AD n° 305-307 & 322-328, 1983)
- Laser Eraser & Pressbutton (dans Warrior n° 15, 1983)
- Judge Dredd (dans 2000 AD n° 353, 1984)
- Doctor Who (dans Doctor Who Magazine n° 84, 86-87, 1984)
- Judge Dredd (dans 2000 AD n° 374-75, 1984)
- The ABC Warriors: Red Planet Blues (dans 1985 2000 AD Annual, 1984)
- Rogue Trooper (dans 2000 AD n° 379-380, 1984)
- Judge Dredd (dans 2000 AD n° 404-405, 408-409, 443 & 450, 1985)
- Dice Man (dans Dice Man n° 4-5, 1986)
- Rogue Trooper (dans 2000 AD n° 495-499, 1986)
- Judge Dredd (dans 2000 AD n° 505 & 511-512, 1987)
- Rogue Trooper (dans 2000 AD n° 520-531, 1987)
- Judge Dredd (dans 2000 AD n° 535-539, 1987)
- Hap Hazzard (dans 2000 AD n° 561 & 567, 1988)
- Tyranny Rex (dans 2000 AD n° 566-568, 1988)
- Rogue Trooper (dans 2000 AD n° 568-572 & 574-75, 1988)
- Tyranny Rex (dans 2000 AD n° 582-584 & 1988 Sci-Fi Special, 1988)
- Hap Hazzard (dans 2000 AD n° 588, 1988)
- Rogue Trooper (dans 2000 AD n° 598-600 & 602-03, 1988)
- Bad Company: Simply (dans 2000 AD n° 601, 1988)
- Hap Hazzard (dans 2000 AD n° 609-610, 1989. un épisode inédit fut publié dans n° 1164, 1999.)
- Rogue Trooper: Cinnabar (dans 2000 AD n° 624-630 & 633-35, 1989)
- Harlem Heroes Series Two (dans 2000 AD n° 671-676, 683-699 & 701-703, 1990)
- Rogue Trooper (dans 1991 Rogue Trooper Annual, 1990)

### Travaux américains
- Animal Man n° 29, 33-38, 40-41, 43, 45 (DC/Vertigo, 1990-92)
- Hellblazer n° 62-76 & 78-83 (DC/Vertigo, 1992-94)
- Preacher n° 1-66 (DC/Vertigo, 1995-2000)
- Punisher vol. 5, n° 1-12 (Marvel, 2000-2001)
- Wildcats vol. 2, n° 20-21 (Wildstorm, 2001)
- Punisher vol. 6, n° 1-7, 13-14, 17-23, 32 (Marvel, 2001-2003)
- Global Frequency n° 3 (Wildstorm, 2003)
- Supreme Power : Nighthawk n° 1-6 (Marvel Comics 2005-2006)
- Bullseye: Greatest Hits n° 1-5 (Marvel Comics 2005)
- Punisher Vs. Bullseye n° 1-5 (Marvel Comics, 2005-2006)